# ماریوس قرمان
ماریوس قرمان (به انگلیسی: Marius Gherman) ژیمناست زادهٔ ۱۴ ژوئیهٔ ۱۹۶۷ میلادی اهل کشور رومانی است.